# 嵩县
嵩县是中华人民共和国河南省洛阳市下辖的一个县。面积3009平方公里，总人口約55万人。

## 歷史
商代境内有鹿方。秦置新城县，汉析置陆浑县，唐析置伊阳县，宋升伊阳县为顺州，金改顺州为嵩州，明降嵩州为嵩县。

## 行政区划
嵩县下辖12个镇、4个乡：
城关镇、田湖镇、旧县镇、车村镇、闫庄镇、德亭镇、大章镇、白河镇、纸房镇、饭坡镇、九皋镇、陆浑镇、大坪乡、何村乡、黄庄乡、木植街乡、陶村林场、五马寺林场和王莽寨林场。

## 人口
根據第七次人口普查數據，嵩縣常住人口為543417人。

## 地理
嵩县位于豫西伏牛山北麓及其支脉外方山和熊耳山之间，全县山区占99%以上，其中深山区95%，浅山丘陵区4.5%，平川区占0.5%。嵩县位于自然地理的过渡地带，年均降水量600毫米。地跨黄河、淮河和长江三大流域，伊河、汝河与白河分别注入黄河、淮河和长江。

## 景区
白云山、天池山、陆浑水库

## 交通
洛栾快速通道，洛栾高速， 344国道，洛卢公路。